# 網路規範
網路規範（英語：Cybernorms）包含了規範（英語：Norm）及價值觀（英語：Values），是透過網路某個群體使用者同意，所發展出來的慣例通則，人們在網路空間中應該遵守的行為道德準則和規範。分為技術規範、使用規範、社會規範及網路禮儀。

## 技術規範
技術規範由一組稱為TCP/IP的網際網路協議所定義網路技術規範，其規範的相關國際性單位IETF最早是在美國聯邦政府的支持下開展制定網路技術規範構成網際網路協議的標準。它沒有正式的名稱。所有參與者和經理都是出自於志願，儘管他們的工作通常由其雇主或贊助商資助。但自1993年以來，它仍然是由國際會員制非營利組織網際網路Society主持的標準使用廣泛的網絡技術，這些技術為網路的進步及發展奠定基礎，隨著網絡規模和復雜性的變化而提高其管理效率，IETF在標準化自主網絡的協議下，使之能夠自我管理，嵌入電子設備、傳輸器和軟體的網絡，還使對象能夠與操作者、製造商和其他連接設備交換數據並開發與物聯網直接相關的協議。傳輸控制協定和用戶資料報協定讓網際網路應用程式能夠通過網際網路發送數據，並且不斷擴展和改善，以滿足全球網際網路的需求其工作劃分為多個區域，這些區域具有工作群組，這些工作組與某個區域的重點相關。區域結構由IETF定義。2018年10月微軟和Google的工程師發佈Token Binding Protocol，以阻止對OAuth tokens的重送攻擊
全球資訊網組織（World Wide Web Consortium，簡稱：W3C）是萬維網的主要國際標準組織。該聯盟成立於1994年，目前由蒂姆·伯纳斯-李（Tim Berners-Lee）領導，由成員組織組成，這些成員組織的專職員工共同努力製定萬維網標準。截至2019年10月21日，W3C已有443名成員。

## 使用規範
從科技面來說，網路是一群系統軟硬體、技術的集合，所以網路一定要有技術規範才能讓全球每一個國家連上網路，暢行無阻。由教育部邀集相關人士成立臺灣學術網路 （Taiwan Academic Network，簡稱：TANet）於1990年制定「臺灣學術網路使用規範」，目的是支援各大學的學術研究與教學工作，促進彼此間的合作及共享各項資源。旨在協助教育和研究機構進行教學和研究活動。 2006年，TANet為近400萬人提供了這項服務，TANet是臺灣最早的互聯網系統，也是臺灣互聯網系統進一步發展的政府和商業互聯網的基礎。自1999年以來，教育部促進國中及國小使用ADSL連接到TANet，使IT教育紮根，到目前為止，TANet已成為各級學校教育的網絡和信息平台。除此之外，使用各種網路應用時，都有相關的使用規範，規定使用者可以做及不可以做的行為。

## 社會規範
社會規範即網路使用者的行為的社會標準。是網路社群自訂的規則，用來指引、約束使用者的行為。臺灣常見的電腦犯罪為
- 刑法

1. 偽造文書印文罪
2. 妨害風化罪
3. 妨害名譽及信用罪
4. 妨害秘密罪
5. 毀棄損害罪
6. 妨害電腦使用罪

- 特別法

1. 著作權法
2. 個人資料保護法
3. 公平交易妨害營業信譽罪
4. 兒童及青少年性交易防制條例

## 網絡禮儀[11]
網絡禮儀由“網路”（network）和“禮儀”（etiquette，本是法文「車票」之意）組合而成，是網路規範的一部份，指網路中人們交往的方式，可促進網絡使用者（英語：Usenet）交流，包含聊天室、討論區、論壇、部落客和電子郵件。
真實世界中，人與人之間的社交活動有不少約定促成的禮儀，在互聯網虛擬世界中，也同樣有一套不成文的規定及禮儀，即網絡禮儀，供互聯網使用者遵守。忽視網絡禮儀的後果，可能會對他人造成騷擾，甚或引發網上罵戰或杯葛等事件，雖然不會像真實世界動武般造成損傷，但對當事人也不會是一種愉快的經驗。包括招呼禮儀、交流禮儀、表達禮儀、電子信箱禮儀、電子公告板禮儀基本形成。主要分為：正確、整潔、清楚、安全與隱私、友善與尊重這五大精神。

### 五大精神
- 正確[13]
  - 使用合宜文字、文法，張貼文章前仔細檢查。
  - 於文章中適度使用符號及英文以表達自己的情緒、避免誤會。
  - 共用專家知識。
- 整潔[14]
  - 簡要呈現訊息、適度利用縮寫、引號選取關鍵段落加速溝通效率。
- 清楚
  - 簡述主題、署名，讓人易於辨識避免重複發佈[15][16]
- 安全與隱私[13]
  - 具觀眾意識並小心保守個人秘密。
  - 私人信息不在公眾討論區公開。
  - 不在公眾討論區發表他人敏感的個人資料。
- 友善與尊重
  - 切記不可揭露他人隱私。
  - 在實際生活中遵循的道德標準，在網絡一樣要遵守。
  - 尊重他人的時間。

### 網路語言
網路語言亦稱為「網際網路用語」是由網絡使用者創造、於網路交流中使用的一種媒體語言。它廣泛地出現在聊天、網路論壇（BBS）等各種網際網路應用場合，多取材於方言俗語、各門外語、縮略語、諧音、誤植、甚至以符號合併以達至象形效果，屬於混合語言。因為多數是非正式的溝通及文字書寫。若是在正式的文章、電子郵件及溝通應盡量避免網路語言的使用。

在網上與其他人溝通，其他人不能看到你的表情，只可用文字表達情感、用意或語氣。表情符號可以透過文字表現你的臉部表情，表情符號使用鍵盤字元，例如：冒號及括號等砌成，一般都逆時針轉了90度。包含注音文、表情符號等新奇有趣新興語言。

#### 表情符號
表情符號（英語：emoticon）亦作字元表情，是以文字與符號來傳達心情的方式。它原本只是一種網上次文化，但隨著網際網路和行動電話簡訊的普及，已經為社會廣泛接受。
常見的表情符號包括
- 笑臉，開心
- 眨眼
- 不開心
- 面無表情
- 驚訝，擔心
- 封咀，不予置評
- 吐舌頭，很有趣
- XD 大笑

#### 短語言
短語言（英語：Short Message Service，簡稱：SMS）簡述主題可有效降低閱讀者時間，常見的語言為
- ASAP 儘快 （As soon as possible）
- BBL 稍後回來 （Be back later）
- BRB 馬上回來 （Be right back）
- LOL 哈哈大笑 （Laughing out loud）
- ROTFL 捧腹大笑 （Rolling on the floor laughing）
- BTW 順便一提 （By the way）
- OIC 喔，原來如此 （Oh, I see）
- CUL 待會兒見 （See you later）
- OTOH 反之 （On the other hand）
- GMTA 英雄所見略同 （Great minds think alike）
- IMHO 個人認為 （In my humble opinion）
- RUOK 你還好嗎？（Are you OK?）
- TIA 先謝了 （Thanks in advance）
- J/K 只是開玩笑 （Just kidding）
- TTFN 暫時告辭 （Ta-ta for now）
- TTYL 遲些再說 （Talk to you later）
- NSFW 不宜在办公室浏览 （Not safe for work）

## 延伸閱讀
- 匿名性
- 網路論戰
- 垃圾郵件
- 言論自由
- 主權
- 隱私權
- 智慧財產權
- 刑法
- 特別法